# Urs Bugmann
Urs Bugmann (* 1951 in Cham ZG) ist ein Schweizer Redaktor, Literaturkritiker, Theaterkritiker und Journalist.
Bugmann studierte von 1970 bis 1975 Germanistik, Publizistik und Literaturkritik an der Universität Zürich, wo er 1981 bei Peter von Matt über Thomas Bernhards autobiografische Schriften promovierte. Er war Kulturjournalist für Die Weltwoche, die Neue Zürcher Zeitung und die Luzerner Neusten Nachrichten. Er war zudem Chefredaktor der Buchhandelszeitschrift Bücherpick. Seit 1985 schreibt Bugmann für die Neue Luzerner Zeitung über zeitgenössische deutschsprachige bzw. Schweizer Autorinnen und Autoren sowie über Schweizer Theater und bildende Kunst. Er war Mitglied der Jury zur Vergabe des Schweizer Buchpreises.